# نيمبونت سان فيرمين
نيمبونت سان فيرمين (بالفرنسية: Nempont-Saint-Firmin)‏ هي بلدية تقع في إقليم باد كاليه من منطقة نور با دو كاليه في شمال فرنسا. تبلغ مساحة هذه المدينة 4.48 (كم²)، وترتفع عن سطح البحر 25 م، يبلغ عدد سكانها 198 نسمة حسب إحصاء المعهد الوطني للإحصاء والدراسات الاقتصادية سنة 2009 م. وترأس Hubert Vilain البلدية خلال فترة (2001-2008).